# Nachman z Bracławia

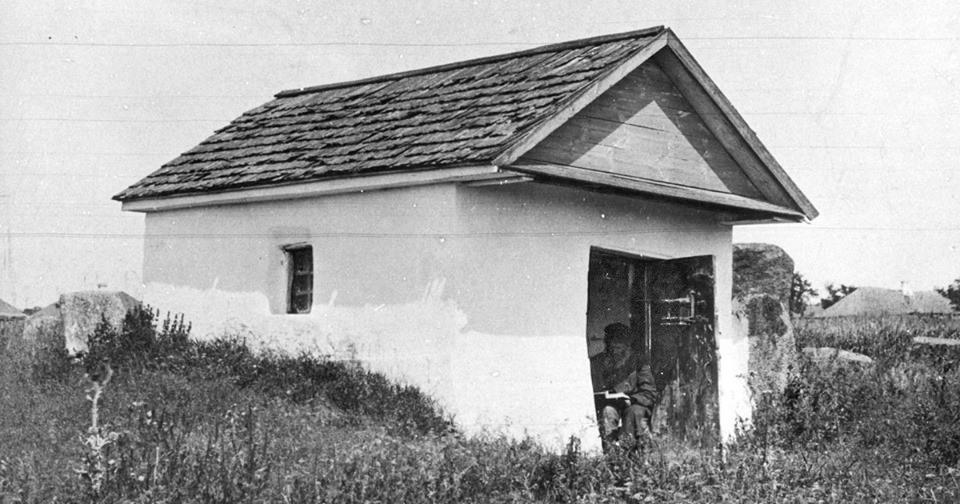
Dawny ohel Nachmana z Bracławia na cmentarzu żydowskim w Humaniu

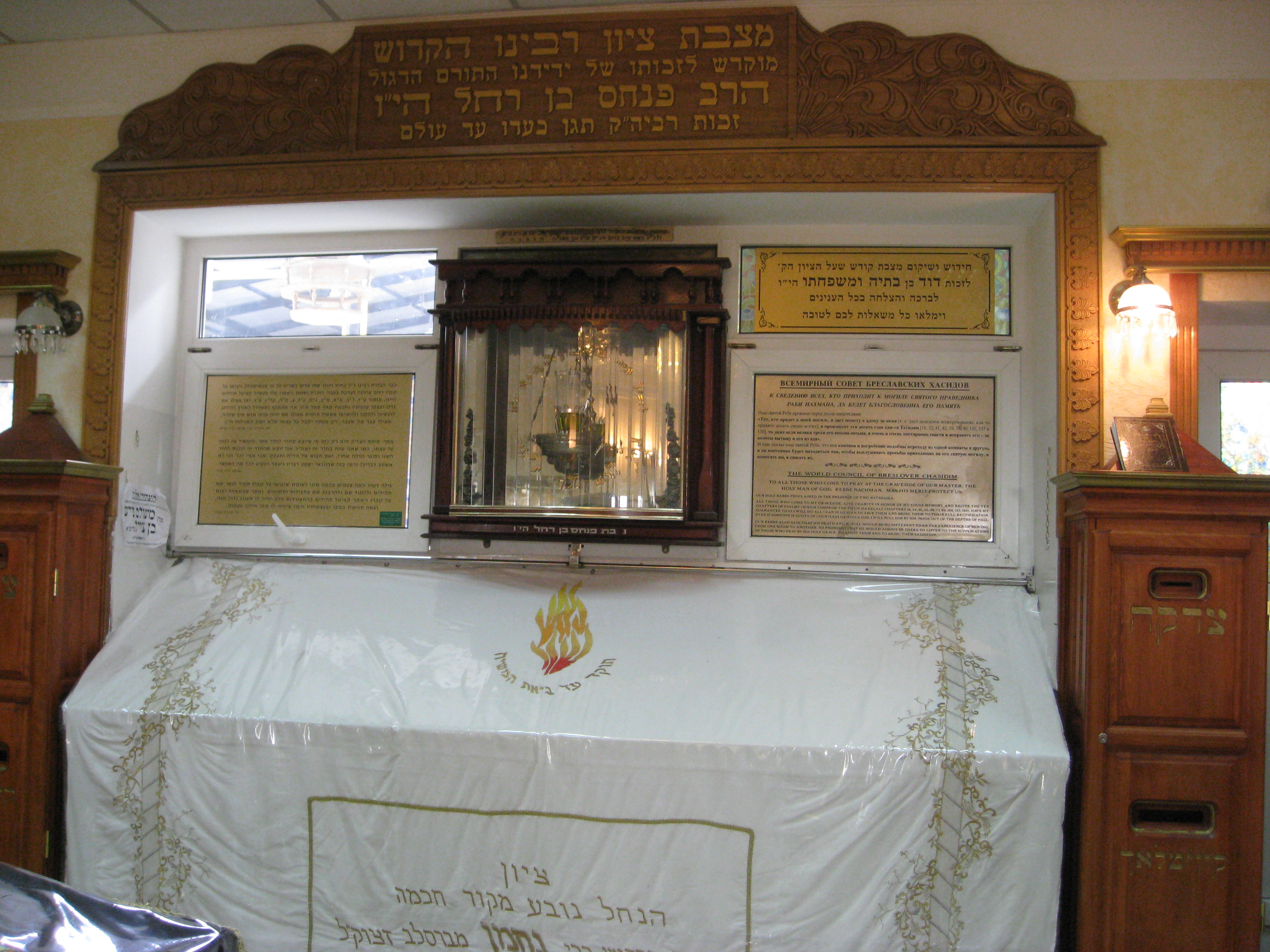
Grób Nachmana z Bracławia w Humaniu

Nachman z Bracławia (ur. 4 kwietnia 1772 w Międzybóżu, zm. 16 października 1810 w Humaniu) – cadyk chasydzki, prawnuk Baal Szem Towa.

## Życiorys
Od strony matki był prawnukiem Baal Szem Towa, a ze strony ojca wnukiem jego towarzysza – Nachmana z Horodenki.
W dzieciństwie pobierał nauki u prywatnego nauczyciela i jeszcze przed bar micwą miał napisać swoje pierwsze dzieło: Sefer ha-Midot. W 1785 roku, zaraz po bar micwie, został ożeniony z córką rabina Efraima z Osoty. Zamieszkał w Starej Osocie, gdzie formować zaczęło się grono jego zwolenników, następnie przeniósł się do Medwediwki. W latach 1798–1799 odbywał pielgrzymkę do Palestyny, odwiedzając święte miejsca na północy kraju oraz grób Nachmana z Horodenki w Tyberiadzie. Powrócił z powodu trwającej wyprawy Napoleona do Egiptu i Syrii.
W 1800 roku osiadł w Złotopolu. Popadł następnie w konflikt z cadykiem Arie Lejbem ze Szpoły. 
W latach 1802–1809 mieszkał w Bracławiu. Słowa jego nauk z tamtego okresu notował rabin Natan, który po śmierci swojego mistrza wydał główne dzieło Nachmana Likutej (zbiór nauk) złożone z części:
- Likutej Halachot (przepisy prawa)
- Sefer Ha-Midot (traktat o moralności)
- Sipurej Maasijot (zbiór 13 opowieści)

W 1808 roku przebywał na leczeniu we Lwowie. W 1810 roku, niedługo przed śmiercią, przeniósł się do Humania, gdzie został pochowany. Przed śmiercią chorował prawdopodobnie na gruźlicę.
Rabin Nachman pozostawił po sobie zwolenników – tzw. bracławskich chasydów, którzy różnią się od innych chasydzkich grup tym, że nie mają przywódcy, bo nikogo nie uznają za godnego miana następcy Nachmana. Jego grób w Humaniu jest celem pielgrzymek chasydów z całego świata, szczególnie w okresie żydowskiego Nowego Roku – święta Rosz ha-Szana.
Nachman jest też popularny w kręgach żydowskiej kontrkultury.
Zbigniew Herbert przywołuje postać Nachmana w wierszu ,,Pan Cogito szuka rady".